# Mount Victory
Mount Victory és una població dels Estats Units a l'estat d'Ohio. Segons el cens del 2000 tenia 600 habitants.

## Demografia
Segons el cens del 2000, Mount Victory tenia 600 habitants, 245 habitatges, i 171 famílies. La densitat de població era de 304,8 habitants/km².
Dels 245 habitatges en un 32,7% hi vivien nens de menys de 18 anys, en un 51,8% hi vivien parelles casades, en un 12,2% dones solteres, i en un 30,2% no eren unitats familiars. En el 25,7% dels habitatges hi vivien persones soles l'11% de les quals corresponia a persones de 65 anys o més que vivien soles. El nombre mitjà de persones vivint en cada habitatge era de 2,45 i el nombre mitjà de persones que vivien en cada família era de 2,86.
Per edats la població es repartia de la següent manera: un 25,5% tenia menys de 18 anys, un 9,8% entre 18 i 24, un 28,8% entre 25 i 44, un 21,2% de 45 a 60 i un 14,7% 65 anys o més.
L'edat mediana era de 35 anys. Per cada 100 dones de 18 o més anys hi havia 93,5 homes.
La renda mediana per habitatge era de 40.694 $ i la renda mediana per família de 47.273 $. Els homes tenien una renda mediana de 33.571 $ mentre que les dones 22.344 $. La renda per capita de la població era de 17.745 $. Aproximadament el 3,8% de les famílies i el 6,9% de la població estaven per davall del llindar de pobresa.

## Poblacions més properes
El següent diagrama mostra les poblacions més properes.